# Matador (Panzerabwehrwaffe)
MATADOR (englisch Man-portable Anti-Tank, Anti-DOoR; deutsch etwa Einmannwaffe gegen Panzerfahrzeuge und Panzertüren) ist eine ungelenkte rückstoßfreie Panzerabwehrhandwaffe. Die Entwicklung begann im Jahr 2000 als Weiterentwicklung der leichten Panzerfaust Armbrust. Der Hersteller Dynamit Nobel Defence (DND) bezeichnet die Matador als RGW 90 (englisch recoilless grenade weapon, deutsch rückstoßfreie Granatwaffe).

## Hintergrund und Entwicklung
Nach dem Ende des Kalten Krieges sank die Bedeutung der Panzerabwehr bei der Beschaffung schwerer Handwaffensysteme. Dafür gewannen – insbesondere durch die verstärkte asymmetrische Kriegführung – Waffen an Bedeutung, welche Gegner niederhalten und hinter Deckungen bekämpfen konnten und entsprechend dieser Fähigkeiten einstellbar sind. Des Weiteren sollten Ziele in über 1000 Meter Entfernung bekämpft werden können, was bis zu diesem Zeitpunkt nur relativ schweren und mit mehreren Soldaten zu bedienenden Lenkflugkörpern möglich war. Auch haben diese Lenkflugkörper eine erhebliche Rückstrahlzone, was den Einsatz aus Räumen heraus erschwert, und die zumeist verwendeten Hohlladungen haben nur eine geringe Wirkung auf Gebäude und Befestigungen, da sie für eine hohe punktuelle Durchschlagsleistung wie die Vorderseite eines Kampfpanzers optimiert wurden. Ein weiterer Kritikpunkt waren die hohen Kosten insbesondere bei „Fire-and-Forget“-Lenkwaffen.
Gefordert wurde daher eine leichte, von einem Soldaten zu bedienende, mit verschiedenen Gefechtsköpfen ausrüstbare Waffe mit großer Reichweite.
Die Streitkräfte Singapurs (Singapore Armed Forces, SAF) und die Defence Science & Technology Agency (DSTA) entwickelten die Matador zusammen mit Dynamit Nobel Defence, einem deutschen Tochterunternehmen des israelischen Staatskonzerns Rafael Advanced Defense Systems.

## Technik
Die Matador gehört zu den leichtesten Waffen ihrer Klasse. Der Gefechtskopf ist sowohl gegen Fahrzeugpanzerungen und Weichziele als auch gegen Mauerwerk effektiv. Die Waffe hat eine nur geringe Hitzewirkung nach hinten, was den Einsatz in beengten Räumen ermöglicht. Sie soll in der Lage sein, die Panzerung gepanzerter Fahrzeuge und leichter Kampfpanzer zu durchschlagen. Im Verzögerungsmodus kann der Gefechtskopf Breschen in Mauerwerk schlagen, das stärker als eine doppelt gemauerte Wand ist. Damit können im Häuserkampf Zugänge geschaffen werden.
Das Projektil ist aufgrund des durchgängig brennenden Marschtriebwerkes weitgehend windunempfindlich.

### Gefechtskopf
Der Gefechtskopf ist in Abhängigkeit von der Version der Matador sowohl als High Explosive Anti Tank (HEAT) auf Hohlladungsbasis gegen gepanzerte Ziele als auch im Modus Quetschkopfgeschoss (High Explosive Squash Head / HESH) gegen Befestigungen ausgeführt. Bei manchen Versionen wird zum Einstellen des HEAT-Modus ein Abstandsrohr ausgezogen.

### Zieleinrichtung
Um die geforderte Kampfreichweite von 1200 Metern bei einer hohen Ersttrefferwahrscheinlichkeit des Gefechtskopfes zu erreichen, wurde bei der RGW 90 das Feuerleitvisier Dynahawk verbaut, welches über eine umfangreiche Sensorik verfügt und Neigungswinkel, Verkantungswinkel, Zieldistanz, Zielbewegung sowie die Munitionstemperatur erfasst. Durch die eingebaute Optik und einen Laserentfernungsmesser werden die Zieldaten an den Gefechtskopf übermittelt. Der Dynahawk wird als einziges Teil der Waffe wiederverwendet.

### Rückstoßverringerung

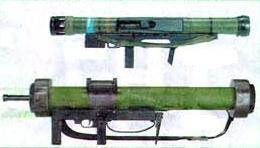
Vergleich der Armbrust (oben) mit der Matador

Ähnlich wie bei der Panzerabwehrhandwaffe Armbrust wird der Rückstoß durch eine Gegenmasse verringert. Die Gegengemasse besteht aus geschreddertem Plastik, das beim Schuss aus der Rückseite der Waffe ausgestoßen wird. Dieses Plastikknäuel wird durch den Luftwiderstand rasch abgebremst, so dass die Waffe in beengten Räumen (ab 15 m³) abgeschossen werden kann. Das Plastikknäuel bewirkt auch einen Ausgleich des Schwerpunktes.

## Varianten

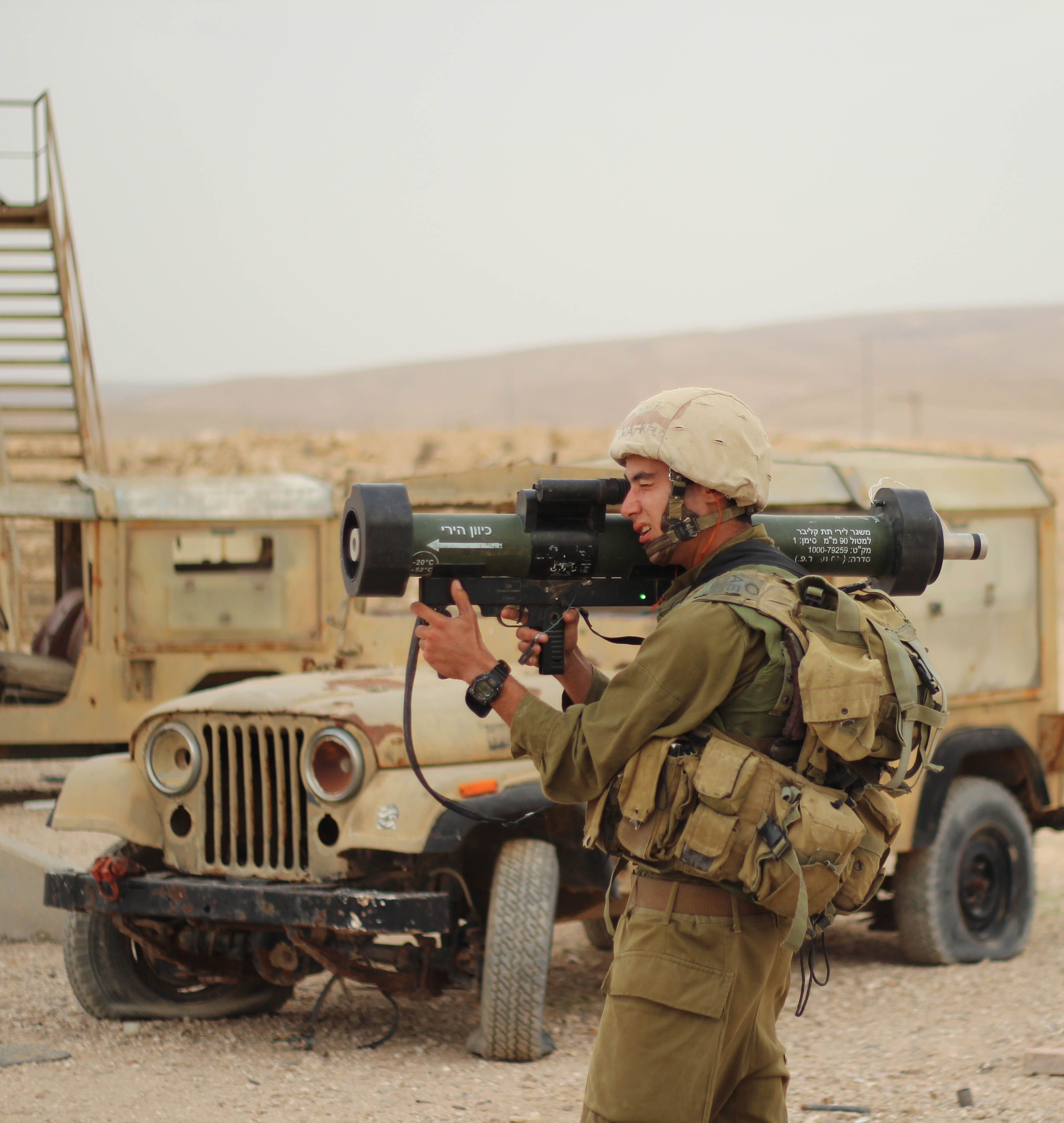
Soldat der Israelischen Verteidigungsstreitkräfte mit Matador

Die RGW ist in den Kalibern 90 mm, 60 mm und zukünftig auch 110 mm sowie mit diversen Gefechtsköpfen verfügbar. Es existieren Varianten zur Panzerabwehr wie auch verschiedene Anti-Struktur Waffen.

### RGW 90
Die RGW 90 Familie umfasst alle Wirkmittel im Kaliber 90 mm. Teilweise wird auch der Name Matador verwendet. Anfangs bezeichnete der Hersteller die Waffe auch als Panzerfaust 90 bzw. Pzf 90. Die RGW 90 hat je nach Variante eine Länge von ungefähr 1 m und wiegt zwischen 7,5 und 13 kg.

#### RGW 90 HH / Matador-HH
Die RGW 90 HH (englisch HEAT/HESH, deutsch Hohlladung/Quetschkopf) verfügt über einen Gefechtskopf mit Monohohlladung. Mit ausgezogenem Abstandsrohr (HEAT-Modus) wird die Hohlladung im optimalen Abstand zum Ziel gezündet für einen maximalen panzerbrechenden Effekt, womit gepanzerte Ziele bis zu leichten Kampfpanzern bekämpft werden können. Mit eingefahrenem Abstandsrohr (HESH-Modus) wird die Ladung erst nach dem Aufprall gezündet, wobei sich die Hohlladung verformt und wie ein Quetschkopf wirkt. Dieser Modus eignet sich für die Bekämpfung von leichten Strukturen wie Mauerwerk oder ungepanzerten Fahrzeugen. Der Gefechtskopf verfügt über ein Marschtriebwerk und wird auch als HEAT-RA (englisch High-Explosive Anti-Tank - Rocket-Assisted, deutsch Hohlladung mit Raketentriebwerk) bezeichnet. Standardmäßig verfügt die RGW 90 HH über ein Zielfernrohr sowie eine Picatinny-Schiene oder proprietäre Montageschiene für ein Nachtsichtgerät oder Feuerleitsystem. Die RGW 90 HH misst 960 mm mit eingefahrenem und 1080 mm mit ausgezogenem Abstandsrohr. Die ursprüngliche Ausführung wiegt je nach Quelle 8,7 kg bzw. 8,9 kg und ist in der Lage, Panzerungen mit einer Dicke von >500 mm RHA zu durchschlagen. Die Ausführung A2 verfügt über diverse Verbesserungen wie ein reduziertes Gewicht von 8,0 kg und eine Durchschlagsleistung von fast 600 mm RHA. Ausführung A3 wiegt 7,5 kg und hat eine Leistung von 700 mm RHA. Die effektive Einsatzdistanz liegt zwischen 20 und 500 m.

#### RGW 90 HH-T
Die RGW 90 HH-T (englisch HEAT/HESH-Tandem, deutsch Hohlladung/Quetschkopf-Tandem) verfügt über einen Gefechtskopf mit Tandemhohlladung. In Sachen Einsatzspektrum und Handhabung ist die RGW 90 HH-T identisch mit der RGW 90 HH, wobei dank der Tandemhohlladung auch Kampfpanzer mit Reaktivpanzerung effektiv bekämpft werden können. Die RGW 90 HH-T misst je nach Position des Abstandsrohrs 960 mm bzw. 1150 mm, wiegt 8,0 kg und hat eine Durchschlagsleistung von >700 mm RHA ohne Reaktivpanzerung bzw. >600 mm RHA hinter Reaktivpanzerung. Die Einsatzdistanz liegt zwischen 20 und 600 m.

#### Matador-MP
Die Matador-MP (englisch Multi-Purpose, deutsch Mehrzweck) ist eine Mehrzweckwaffe mit einem Quetschkopf-Gefechtskopf, welcher eine Vielzahl von Bodenzielen, von leicht gepanzerten Fahrzeugen über befestigte Stellungen bis hin zu Häuserwänden, zerstören kann. Der Gefechtskopf erkennt automatisch, ob es sich um ein „hartes“ oder ein „weiches“ Ziel handelt und stellt sich entsprechend ein. Befestigte Ziele wie Bunker werden im sogenannten „Durchschlagsmodus“ (englisch penetrating mode) und übrige Ziele im HESH-Modus bekämpft. Eine wiederverwendbare Zielerfassungshilfe, welche eine hohe Ersttrefferwahrscheinlichkeit ermöglicht und ein Reflexvisier und einen Laser-Entfernungsmesser umfasst, kann an einer Picatinny-Schiene an der Waffe befestigt werden. Das Zielgerät kann auch mit Nachtsichtgerät verwendet werden. Die minimale Kampfdistanz beträgt 14 m; die wirksame Reichweite beläuft sich auf 500 m. Die Matador-MP misst 1 m, wiegt 11,3 kg ohne bzw. 12 kg mit Zielgerät.

#### Matador-WB / RGW 90 WB
Die Matador-WB (englisch Wall-Breaching oder Wall Breacher, deutsch mauerbrechend) bzw. RGW 90 WB ist eine spezialisierte Waffe, die ein mannsgroßes Loch in eine Hauswand schlagen kann. Dies wird erreicht, indem ein explosiv geformter Partikelring das Mauerwerk vorperforiert und dann der Überdruck der Ladung das Mauerstück herausdrückt. Der EFR-Gefechtskopf (englisch Explosively Formed Ring, deutsch etwa ringbildende Ladung) vom Kaliber 174 mm befindet sich außerhalb des Rohrs. Gezielt wird mittels wiederverwendbarem Reflexvisier. Die minimale Kampfdistanz beträgt 20 m, die effektive Reichweite beläuft sich auf 120 m. Die Waffe misst 1 m (ohne Gefechtskopf) und wiegt ca. 13 kg.

#### Matador-AS / RGW 90 AS / RGW 90 ASM
Mit einem Tandem-Gefechtskopf in zwei Modi kann die Matador-AS (englisch Anti-Structure, deutsch Anti-Struktur) bzw. RGW 90 AS oder RGW 90 ASM (englisch Anti-Structure Munition, deutsch Anti-Struktur Munition) eingesetzt werden. Die Vorladung reißt eine kleinere Öffnung in die Struktur (z. B. eine Mauer). Im Mousehole-Modus explodiert die Nachschussladung in dieser Öffnung und reißt eine große Öffnung, durch die dann ein Soldat in das Gebäude eindringen kann. Im Blast-Modus explodiert die Nachschussladung erst im Inneren des Gebäudes. Mit der Matador-AS können nebst Gebäuden, Bunkern und Feldbefestigungen auch leicht gepanzerte Fahrzeuge zerstört werden. Diese Version soll vom United States Marine Corps bestellt werden. Zusammen mit der RGW 60 ASM nimmt die RGW 90 ASM an der XM919 Ausschreibung der US Army teil. Im Rahmen des einsatzbedingten Sofortbedarfs wurden im Jahr 2012 Waffen dieses Typs für die deutschen Truppen in Afghanistan beschafft. Der Gefechtskopf verfügt über ein Marschtriebwerk. Die minimale Kampfdistanz beträgt 10 m, die effektive Reichweite beläuft sich auf 400 m. Die Matador-AS misst 1 m, wiegt je nach Ausführung bzw. Ausstattung 8,7 kg bis 10 kg und verfügt standardmäßig über ein Zielfernrohr.

#### RGW 90 LRMP / Wirkmittel 90
Die LRMP (englisch Long Range Multi-Purpose, deutsch etwa Mehrzweck mit großer Reichweite) – auch als Wirkmittel 90 bezeichnet – bietet mit einem Mehrzweck-Gefechtskopf die größte Reichweite der Matador-Familie. Sie kann in Entfernungen von 20 bis 1200 m eingesetzt werden. Der hochexplosive Sprengkopf verfügt über eine Ummantelung aus vorgeformten Splittern. Mit ihm können ungepanzerte und leicht gepanzerte Ziele nicht nur im direkten, sondern auch im indirekten Schuss bekämpft werden, wenn sich das Ziel hinter einer Deckung befindet. Dazu wird vor dem Schuss die Entfernung zum Ziel gemessen und der programmierbare Sprengkopf über dem Ziel zur Explosion gebracht.
Das Wirkmittel 90 wird als Panzer- und Infanterieabwehrwaffe von der Bundeswehr eingesetzt. Die nachtkampffähige schultergestützte Einmannwaffe dient der Bekämpfung weicher und halbharter Ziele, wie kleine Infanteriegruppen, leicht gepanzerte Fahrzeuge oder Feldbefestigungen, in Kampfentfernungen bis 600 m im Direktschuss bzw. 1200 m im Luftsprengpunkt über Infanterie. Sie kann so programmiert werden, dass die Patrone über dem Ziel oder nach Aufschlag und Durchschlagung der Zielstruktur mit Verzögerung explodiert, also z. B. hinter Mauern und Feldbefestigungen. Eingesetzt werden kann sie ebenso zur Gefechtsfeldbeleuchtung im Bereich des sichtbaren und des infraroten Lichtes sowie zur Blendung des Gegners durch die Verwendung von Nebelpatronen.

Der abnehmbare Feuerleitrechner enthält einen Laserentfernungsmesser und einen Ballistik-Rechner und zeigt die berechnete Anhaltemarke dem Schützen im Feuerleitvisier zusammen mit der Laserzielmarke, Zielentfernung und Verkantungs-Zielfehler an. Die Programmierung des Gefechtskopf erfolgt durch das Feuerleitsystem.
Als Munitionsarten werden die Sprengpatrone MZ (Mehrzweck) DM11 gegen ungepanzerte Ziele, die Antistrukturmunition ASM DM22 gegen gepanzerte/befestigte Ziele, die Nebelpatrone RP (roter Phosphor) DM15, die Gefechtsfeldbeleuchtung IR (Infrarot) DM16 sowie für Ausbildungszwecke die Übungspatrone DM18 verwendet. Außerdem gibt es die Patrone DM26 zur Gefechtsfeldbeleuchtung im sichtbaren Bereich. Hinter der Patrone befindet sich eine Gegenmasse, die beim Schuss nach hinten zerstäubt und so einen Schuss ohne Rückstoß und auch aus Räumen heraus erlaubt.
Das Wirkmittel 90 hat ein Kaliber von 90 mm, eine Masse von 11 kg mit bzw. 8,9 kg ohne Feuerleitvisier, eine Geschossmasse von 3 kg, eine Länge von 100 cm und eine Mündungsgeschwindigkeit von 200 m/s.

#### RGW 90 Illum
Die RGW 90 Illum dient der Gefechtsfeldbeleuchtung entweder im sichtbaren Bereich oder Infrarotbereich. Um möglichst lange in der Luft zu bleiben, verfügt das Projektil über einen Fallschirm. Das Wirkmittel hat eine Länge von 1 m, wiegt 9,2 kg und hat einen Beleuchtungsradius von 500 m sowie eine Beleuchtungsdauer von ca. 40 s. Die Einsatzdistanz liegt zwischen 350 und 1200 m.

#### RGW 90 Smoke
Die RGW 90 Smoke dient der Errichtung einer Nebelwand. Die Nebelmunition auf Basis von rotem Phosphor behindert die Sicht im Infrarotbereich für ca. 5 s und im sichtbaren Bereich für ca. 20 bis 30 s. Nach 1,5 s hat die Nebelwand eine ungefähre Größe von 20 m² und nach 5 s eine ungefähre Größe von 50 m². Die RGW 90 Smoke misst 1 m, wiegt 8,9 kg und hat eine Einsatzdistanz von 20 bis 1200 m.

#### Weitere Wirkkörper
Weitere Wirkkörper stehen zum Zwecke der Ausbildung und für Warnschüsse mit Blitz- und Knalleffekt zur Verfügung.

### RGW 60
Die RGW 60 Familie umfasst die Wirkmittel im Kaliber 60 mm. Die Technologie der RGW 60 basiert teilweise auf der Panzerfaust 3, welche ebenfalls einen Rohrdurchmesser von 60 mm hat. Anfangs wurde die RGW 60 auch Panzerfaust leicht genannt. Dank des kleineren Kalibers ist die Waffe leichter und kompakter als die RGW 90. Die Handhabung ist weitgehend identisch. Die RGW 60 misst je nach Variante ungefähr 900 mm und wiegt ca. 6 kg. Damit hat sie einen ähnlichen Formfaktor und ein ähnliches Einsatzspektrum wie die Armbrust.

#### RGW 60 HEAT
Die RGW 60 HEAT (englisch High-Explosive Anti-Tank, deutsch Hohlladung) verfügt über einen Hohlladungsgefechtskopf, mit dem leicht gepanzerte und ungepanzerte Fahrzeuge bekämpft werden können. Die Durchschlagsleistung beträgt >300 mm RHA. Die RGW 60 HEAT misst 880 mm, wiegt 5,8 kg und hat eine Einsatzdistanz zwischen 20 und 300 m. Standardoptik ist ein Zielfernrohr mit 1,5-facher Vergrößerung, wobei auch Nachtsichtvisiere angebracht werden können. Die RGW 60 HEAT wird von Spezialkräften der Bundeswehr unter der Bezeichnung DM52 eingesetzt. Aufgrund der geringen Splitterwirkung ist die Waffe auch für den Einsatz bei Spezialkräften der Polizei geeignet.

#### RGW 60 HEAT-MP
Die RGW 60 HEAT-MP (englisch High-Explosive Anti-Tank - Multi Purpose, deutsch Hohlladung-Mehrzweck) verfügt über einen Hohlladungsgefechtskopf mit Splitterwirkung. Mit der RGW 60 HEAT-MP können leicht gepanzerte und ungepanzerte Fahrzeuge sowie teilgehärtete Unterstände bekämpft werden. Die Durchschlagsleistung beträgt >100 mm RHA. Diese Variante misst ebenfalls 880 mm, wiegt 5,8 kg und hat eine Einsatzdistanz zwischen 20 und 300 m. Standardoptik ist ein Zielfernrohr mit 1,5-facher Vergrößerung, wobei auch Nachtsichtvisiere angebracht werden können. Die RGW 60 HEAT-MP wurde in der Bundeswehr unter der Bezeichnung DM42 eingeführt.

#### RGW 60 HESH
Die RGW 60 HESH (englisch High-Explosive Squash Head, deutsch Quetschkopf) verfügt über ein Quetschkopf-Gefechtskopf. Der Quetschkopf dient der Bekämpfung von Strukturzielen wie Mauerwerk, Betonwände, gehärtete Unterstände und Feldbefestigungen bis hin zu kleinen Bunkern. Auch leicht gepanzerte und ungepanzerte Fahrzeuge können bekämpft werden. Die RGW 60 HESH misst 880 mm, wiegt 6,1 kg und hat eine Einsatzdistanz zwischen 20 und 200 m. Standardoptik ist ein Zielfernrohr mit 1,5-facher Vergrößerung, wobei auch Nachtsichtvisiere angebracht werden können. Die RGW 60 HESH wird von Spezialkräften der Bundeswehr unter der Bezeichnung DM62 eingesetzt.

#### RGW 60 ASM
Die RGW 60 ASM (englisch Anti-Structure Munition, deutsch Anti-Struktur Munition) verfügt über einen Tandem-Gefechtskopf. Anders als die RGW 90 ASM kann die RGW 60 ASM nur im Blast-Modus eingesetzt werden. Mit dem ASM-Gefechtskopf können Bunker, Feldbefestigungen, Ziele hinter Mauerwerk oder Betonwänden sowie leicht gepanzerte und ungepanzerte Fahrzeuge bekämpft werden. Die RGW 60 ASM misst 1040 mm, wiegt 6,7 kg und hat eine Einsatzdistanz zwischen 20 und 300 m. Standardoptik ist ein Zielfernrohr mit 3-facher Vergrößerung, wobei auch Nachtsichtvisiere angebracht werden können. Die RGW 60 ASM befindet sich im Ende des Entwicklungsstadium. Zusammen mit der RGW 90 ASM nimmt sie an der Ausschreibung für die XM919 teil.

### RGW 110
Die RGW 110 Familie umfasst die Wirkmittel im Kaliber 110 mm und gilt als Nachfolger der Panzerfaust 3. Die beiden Waffensysteme verbindet nebst demselben Hersteller auch der gleiche Gefechtskopfdurchmesser. Die RGW 110 Familie befindet sich noch in Entwicklung.

#### RGW 110 HH-T
Die RGW 110 HH-T (englisch HEAT/HESH-Tandem, deutsch Hohlladung/Quetschkopf-Tandem) verfügt wie die RGW 90 HH-T über einen Gefechtskopf mit Tandemhohlladung, womit selbst Kampfpanzer mit stärkster Panzerung inkl. Reaktivpanzerung bekämpft werden können. Laut dem Hersteller soll die RGW 110 HH-T die Stärken der Panzerfaust 3-IT übernehmen. Die RGW 110 HH-T befindet sich noch in Entwicklung und soll eine Durchschlagsleistung von >1000 mm RHA hinter Reaktivpanzerung aufbringen. Zusätzlich soll sie kompakter und leichter als die Panzerfaust 3-IT sein. Anstelle eines normalen Zielfernrohrs plus Picatinny-Schiene für Nachtsichtvisiere kann auch ein Feuerleitsystem verwendet werden. Die maximale Einsatzdistanz soll bei 800 m liegen.

## Verbreitung
- Deutschland: Bei der Bundeswehr wurde die RGW 90 mit der Zielvorrichtung „Dynahawk“ eingeführt. So wurden im Jahr 2012 zunächst 1000 einstellbare RGW 90 AS im Rahmen des „Einsatzbedingten Sofortbedarfes“ für ISAF bestellt.[43] Im Jahr 2017 wurde die RGW 90 LRMP als Wirkmittel 90 zunächst nur für das KSK eingeführt. Später entschied man das Wirkmittel 90 auch für andere Einheiten zu beschaffen. Inwieweit die Carl Gustav durch dieses ersetzt werden, ist nicht bekannt.
- Israel: Israelische Verteidigungsstreitkräfte.[44][45]
- Schweiz: Schweizer Armee, Beschaffung von 8000 RGW-90 HH mit dem Rüstungsprogramm 2016 beschlossen.[46]
- Singapur: Ersatz für die Armbrust bei den Streitkräften Singapurs.[47]
- Slowenien: Slowenische Streitkräfte, eingesetzt als RGW 90.[48][49]
- Ukraine: die ukrainischen Streitkräfte haben nach dem Beginn des russischen Überfalls auf die Ukraine im März 2022 5100 Matador RGW90 HH gekauft. 2650 der Waffen trafen im März 2022 in der Ukraine ein; weitere 2450 wurden zur Lieferung avisiert.[50] Der Gesamtpreis von 25 Millionen Euro entspricht damit einem Stückpreis von rund 4900 Euro.[51]
- Vietnam: Eingesetzt von Marine und Armee.[52]

## Einsatz

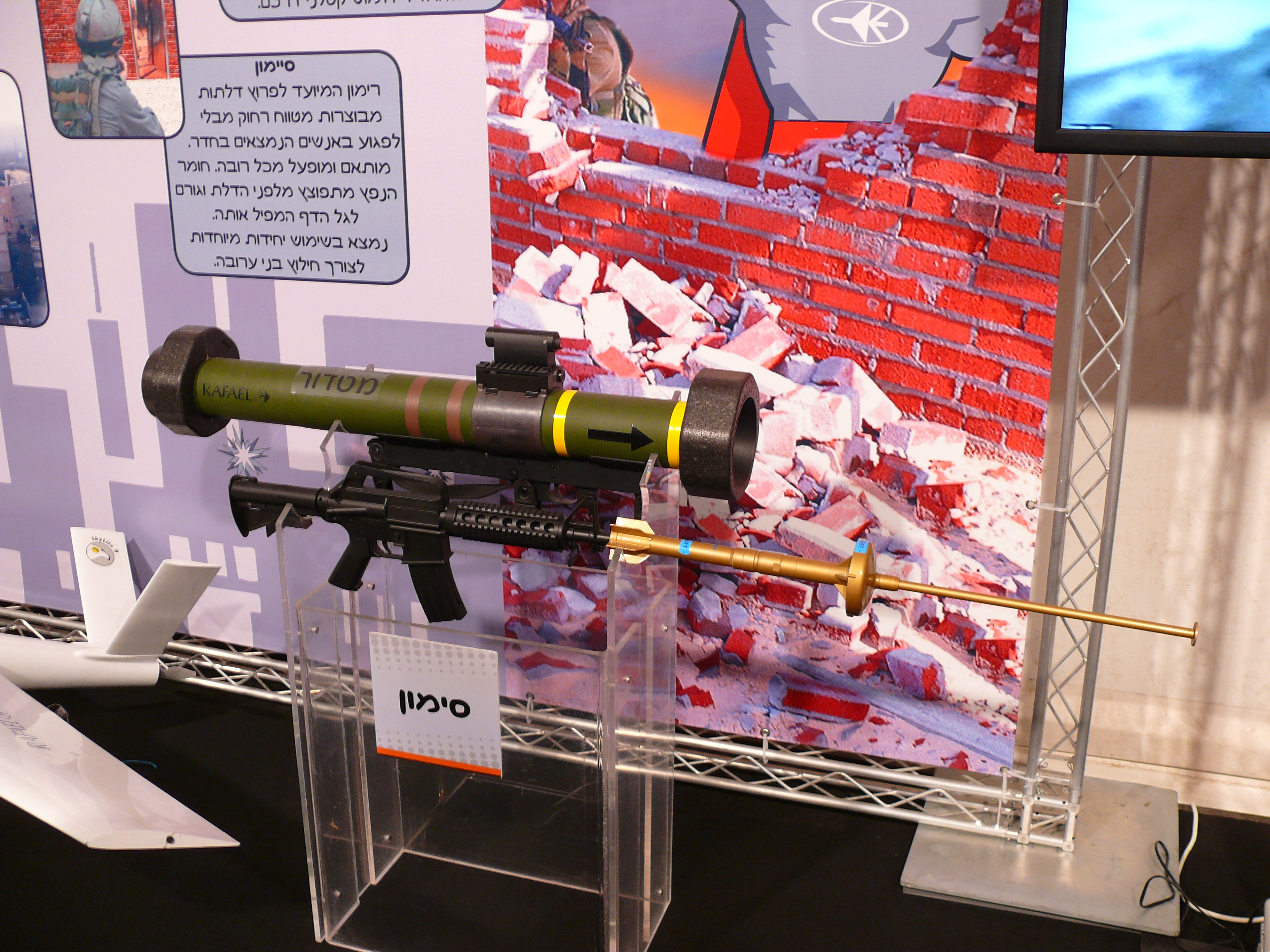
Matador (oben) und SIMON (unten), beide können zur Türöffnung im Rahmen des Orts- und Häuserkampfes eingesetzt werden

Die Matador-WB wurde erstmals im Januar 2009 von den Israelischen Verteidigungsstreitkräften im Rahmen der Operation Gegossenes Blei im Gazastreifen im Häuserkampf eingesetzt.
Ukrainische Truppen setzten oder setzen sie im Jahr 2022 ein, um die Ukraine gegen den russischen Überfall auf die Ukraine zu verteidigen.